# Resolución 75 del Consejo de Seguridad de las Naciones Unidas
La Resolución 75 del Consejo de Seguridad de las Naciones Unidas fue adoptada el 27 de septiembre de 1949. Tras recibir una resolución de la Asamblea General que autorizaba al Consejo a tomar decisiones sobre la materia, el Consejo decidió reembolsar retroactivamente a los Estados miembros que participaban en la Comisión de las Naciones Unidas para Indonesia y la Comisión de las Naciones Unidas para India y Pakistán por sus gastos de viaje y de sustancia.
La resolución fue aprobada con un total de siete votos, mientras que la República Socialista Soviética de Ucrania votó en contra y Cuba, Egipto y la Unión Soviética se abstuvieron.